# Ilona Mitrecey
Ilona Mitrecey es una cantante francesa nacida el 1 de septiembre de 1993 en Fontenay-aux-Roses, Francia.
Su sencillo "Un monde parfait" (Un mundo perfecto) en ritmo techno, lanzado el 28 de febrero de 2005 se convirtió durante el mes de marzo de ese año, en número uno de ventas en Francia. En abril y mayo siguientes lo fue en Bélgica francófona.
Debido a la publicidad de esta canción decidieron incluirla en el álbum de éxitos de España Disco Estrella en verano de 2006.
Su segundo sencillo "C'est les vacances" (Son las vacaciones) lanzado en junio de 2005 y su tercer sencillo "Dans ma fusée" (en mi cohete), en octubre de 2005. El mismo mes salió a la venta su primer álbum, Un monde parfait (Un mundo perfecto).
Algunas de sus canciones las canta Ilona a dúo con su hermana Maïlis, especialmente el tema "On s'adore" (Nos adoramos) que se encuentra en su álbum Laissez-nous respirer (Déjanos respirar). Ella canta también singles publicitarios.
Ilona Mitrecey es hija de Daniel Mitrecey, también cantante y compositor francés autor de la música de algunas películas de Max Pécas. Su madre, Sylvie, trabaja en una empresa editorial.

## Un éxito asegurado
Tanto por la instrumentación, como por el contenido de las letras y por supuesto, por los videos, Ilona encarna un minimalismo techno que en un comienzo había encontrado público en el medio "underground". Los productores de Ilona hicieron una canción cuya instrumentación podría ser realizada en un sintetizador de los años 1970; por lo demás, Ilona canta con gran simplicidad. Hay que decir, además, que el ritmo de su primer tema es tomado de una canción rusa, intitulada "Katyusha", interpretada por las gemelas Tomachevy.

## Sencillos
| Año  | Canción               | Posiciones |
| ---- | --------------------- | ---------- |
| 2005 | Un monde parfait      | 1          |
| 2006 | C'est les vacances    | 3          |
| 2006 | Noël, que du bonheur  | 3          |
| 2007 | Laissez nous respirer | 12         |
| 2008 | Chiquitas             | 19         |

## DVD
- Un monde parfait: lanzado el 5 de diciembre de 2005